# Лакшминатх Безбаруа
Лакшминатх Безбаруа (ассам. লক্ষ্মীনাথ বেজবৰুৱা; 14 октября 1864, Британская Индия — 26 марта 1938, Дибругарх) — индийский поэт, писатель

, драматург и юморист

. Писал свои произведения на ассамском языке.

## Биография
Родился в лодке на берегу р. Брахмапутра, неподалёку от Нагаона в Ассаме. Его отец — Динанатх Безбаруа, высокопоставленный чиновник, находился на британской гражданской службе. В связи с этим семья часто переезжала с места на место, пока не осела в г. Сибсагар, где Лакшминатх получил начальное образование в местной школе, после чего продолжил учёбу в Городском колледже в Калькутте и Калькуттском университете, который окончил со степенью бакалавра искусств. В 1891 году женился на племяннице Рабиндраната Тагора.
В 1921 году был избран председателем ассамской студенческой конференции. В 1924 году председательствовал на 7-й ежегодной сессии Ассам Сахитья Сабха (Ассамский литературный совет), состоявшейся в Гувахати.
В 1931 году Ассамский литературный совет присудил ему почетные титулы Расарадж (Царь юмора) и Сахитьяратхи (Колесничий литературы).

## Творчество
Представитель эпохи романтизма в ассамской литературе. Литературную карьеру начал во время учёбы в Калькутте.
Автор ряда эссе, восьми пьес, художественной прозы и поэзии, своей сатирой придал новый импульс тогдашнему застывшему ассамскому литературному процессу. Написал 3 биографии и 2 автобиографии.
Его перу принадлежат исторические драмы: «Чакрадхвадж Синха» (1914), «Белимар» (1915) и «Джаямати» (1916), 4 фарса.

Лакшминатх Безбаруа на почтовой марке Индии 1968 года

Драмы Безбаруа, написанные под влиянием исторических хроник Шекспира, посвящены борьбе ассамцев с могольскими и бирманскими завоевателями. Эти пьесы, созданные в годы колониальной зависимости Индии, выражали протест против английских колонизаторов. В фарсах Безбаруа высмеивались недостатки современного драматургу общества. Его пьесы ставились любительскими коллективами в городах и деревнях Индии.
Его патриотическая песня «О, моя милая страна!» (অ 'মোৰ আপোনাৰ দেশ) в 1927 г. стала государственным гимном Ассама.